# David Ratto
David Ratto (Buenos Aires, Argentina, 23 de abril de 1934-San Isidro, Buenos Aires, Argentina, 27 de noviembre de 2004) fue un publicista argentino. Creó un sello propio en el medio publicitario, el denominado "estilo Ratto". Fue el gestor de varios hitos en la publicidad local, entre ellas, la campaña presidencial de Raúl Alfonsín. Otras de sus cualidades como publicista quedaron reflejadas a través de las creaciones en la organización del trabajo en las agencias de publicidad. Fue consagrado con varios premios internacionales entre los que se destacan los premios Clio, FIAP, del Festival de Nueva York y del Art Directors Club de Nueva York. Además fue jurado del Festival de Cine Publicitario de Cannes.

## Carrera publicitaria
David Ratto comenzó su carrera en Pueyrredón Propaganda, cuando tan sólo tenía catorce años. Sus inicios fueron como cadete. Se graduó en la Escuela de Artes Gráficas de Buenos Aires.
En 1958 fundó con Pablo Gowland la agencia Gowland Publicidad. A partir de allí comenzó a emplear el sistema de los "Equipos Creativos". De esta manera conformó equipos con publicistas prestigiosos como Carlos Souto, Miguel Sal y Dick Morris, entre otros. El concepto de agrupar a redactores y directores de arte, creando de esta manera el cargo de Director Creativo, estaba basado en el modelo de Bill Bernbach, publicitario norteamericano (socio y fundador de Doyle Dane Bernbach, hoy DDB) a quien Ratto admiraba. Y fue justamente después de conocerlo en Nueva York en 1963 cuando David instaló en su agencia el concepto de trabajo en "duplas" y conformó el primer equipo creativo del país: Manuel Antín como redactor y él mismo como director de arte.
Como profesor de la Carrera de Comunicación Social (Universidad del Salvador-Argentina), en 1965 desarrolló el primer programa de la materia "Creatividad".
En 1969 integró el Directorio de Berg Henderson que luego, al asociarse con David Ogilvy, pasó a llamarse Ortíz, Scopesi y Ratto/Ogilvy & Mather. Ese mismo año fue jurado del Festival Internacional Publicitario de Cannes (SAWA). Fue el único representante por América Latina. Asimismo en 1969 representó a la Argentina en la primera vez que ganara allí un Grand Prix: fue el de Cine, obtenido por la pieza "Niño", de la agencia MacDonald para Pepsi (para el lanzamiento de la botella de vidrio de un litro). Sería, además, el único Grand Prix argentino en Cannes durante casi 40 años: recién en 2007 y 2010 la Argentina obtendría otros dos.
Admirador de Groucho Marx y fanático del club Almagro, en 1974 Ratto fundó y presidió su propia agencia que traía al mundo publicitario un nuevo concepto: Estrategia, Creatividad y Planificación de Comunicación. Otra cambio consistía en introducir en el mercado el sistema de remuneración por honorarios, eliminando de esta manera las comisiones. En 1980 constituyó y, a su vez, presidió por dos períodos el Círculo de Creativos Argentinos.
En 1982 fue elegido el Publicitario del Año.
En 1983 dirigió y produjo, ad honorem, la campaña presidencial de Raúl Alfonsín. Gran parte de la familia de David Ratto había estado vinculada con el radicalismo desde el ámbito comunicacional. Su abuelo había desempeñado tareas para el gobierno de Hipólito Yrigoyen y su padre, para el de Illia. Durante toda la gestión de Alfonsín, David Ratto ocupó el cargo de asesor en comunicación. Por consiguiente, fue responsable de la comunicación durante el acuerdo por el tratado de Beagle y el lanzamiento del plan Austral, entre otros.
Uno de sus trabajos más reconocidos, fue la creación del emblema actual de Telefe, que consta de 3 pelotas de color azul, verde, y rojo. Anteriormente, el mismo Ratto había diseñado un primer logotipo para el canal, salvo que duró poco en el aire por su parecido al logo de ESPN.
En 1999 dejó la presidencia de la agencia Ratto/BBDO, cargo que había ejercido desde su fundación en 1974.
En 2002 el Programa de las Naciones Unidas para el Desarrollo decidió contratarlo como Asesor de Comunicación e Imagen para el equipo del Diálogo Argentino.

## Carrera docente
Fue profesor de la Carrera Comunicación Social de la Universidad del Salvador. Consejero Asesor Honorario de la Carrera de Diseño Gráfico de la Universidad de Buenos Aires; además fue designado jurado en la primera sustentación para designar profesores titulares y adjuntos. Luego, en 1994 fue nombrado Profesor Emérito de la Universidad de Ciencias Empresariales y Sociales.

## Premios
En varias oportunidades fue ganador del Grand Prix del Círculo de Creativos Argentinos y de los premios Clio, Festival internacional Publicitario de Cannes (SAWA), Festival de New York y el London Festival. También fue jurado del Festival de Cine Publicitario de Cannes
- 1993: Premio FIAP-Sol de Iberoamérica por su trayectoria profesional.
- 1987: Premio Konex.
- 1997: Premio Konex de Platino.
- 1997: la revista "El Publicitario" confecciona una encuesta entre empresas anunciantes, medios de comunicación y miembros de agencias de publicidad, que consistía en elegir a los "50 Cerebros de la Publicidad Argentina", David Ratto resulta consagrado como el mejor.
- 1998: jurado Premios Konex.
- 2000: es elegido por la publicación inglesa Campaign como Personaje de la industria de la Publicidad y como La Leyenda Creativa.